# Episodi di Westworld - Dove tutto è concesso (quarta stagione)
La quarta e ultima stagione della serie televisiva Westworld - Dove tutto è concesso (Westworld), sottotitolata La scelta (The Choice) e composta da otto episodi, è stata trasmessa sul canale statunitense HBO dal 26 giugno al 14 agosto 2022.
In Italia, la stagione è andata in onda in prima visione in lingua italiana sul canale satellitare Sky Atlantic dal 4 luglio al 22 agosto 2022. 
È stata trasmessa in lingua originale sottotitolata in italiano dal 27 giugno al 15 agosto 2022, in simulcast con HBO.
James Marsden rientra nel cast principale. Rodrigo Santoro e Zahn McClarnon ricompaiono come guest star.
| nº | Titolo originale  | Titolo italiano        | Prima TV USA   | Prima TV Italia |
| -- | ----------------- | ---------------------- | -------------- | --------------- |
| 1  | The Auguries      | I presagi              | 26 giugno 2022 | 4 luglio 2022   |
| 2  | Well Enough Alone | L'età d'oro            | 3 luglio 2022  | 11 luglio 2022  |
| 3  | Années Folles     | Anni ruggenti          | 10 luglio 2022 | 18 luglio 2022  |
| 4  | Generation Loss   | Perdita di generazione | 17 luglio 2022 | 25 luglio 2022  |
| 5  | Zhuangzi          | Zhuangzi               | 24 luglio 2022 | 1º agosto 2022  |
| 6  | Fidelity          | Fedeltà                | 31 luglio 2022 | 8 agosto 2022   |
| 7  | Metanoia          | Metanoia               | 7 agosto 2022  | 15 agosto 2022  |
| 8  | Que Será, Será    | Que Será, Será         | 14 agosto 2022 | 22 agosto 2022  |

## I presagi
- Titolo originale: The Auguries
- Diretto da: Richard J. Lewis
- Scritto da: Lisa Joy e William Bromell

### Trama
Sette anni dopo gli eventi della terza stagione, William, in qualità di CEO di Delos, si avvicina al proprietario della diga di Hoover, che contiene i dati che desidera di otto anni fa, con un'offerta per l'acquisto della proprietà. Il proprietario si rifiuta di venderla, allora William gli risponde che se non desiderano i suoi soldi, gliela daranno gratuitamente il giorno seguente. Il proprietario, tornato all'interno della proprietà, scopre nella sua camera da letto una grande colonia di mosche. Il giorno seguente uccide brutalmente i suoi soci in affari con un coltello, successivamente si avvia verso l'esterno, dove lo aspetta William al quale accetta di consegnare la proprietà gratuitamente, subito dopo William gli concede il permesso di suicidarsi.
A New York, Christina, una donna bruna che assomiglia a Dolores Abernathy, lavora come scrittrice all'Olympiad Entertainment, creando storie per i PNG nei videogiochi. I vertici della compagnia sono scettici sulle storie che Christina dà ai suoi personaggi (troppo piacevoli e felici), insistendo sul fatto che il pubblico brama storie di violenza e autodistruzione. Christina riceve una chiamata sul suo cellulare da parte di un uomo di nome Peter Myers, che la perseguita affermando di controllare la sua vita e la implora di smetterla.
Maeve, che ora vive reclusa in una baita in montagna, sta lavorando per affinare le sue capacità. Un giorno, apprende dal proprietario di un negozio di generi alimentari locale che diversi "amici" la stanno cercando. Tornando alla sua abitazione, vede degli uomini armati in agguato per tenderle un'imboscata e tende loro una trappola. Maeve uccide tutti i residenti e raccoglie il nucleo del loro leader per apprendere che Delos è responsabile dell'attacco, poi brucia la sua baita e se ne va a piedi.
La coinquilina di Christina, Maya, la porta in un ristorante per un appuntamento al buio, che finisce male quando l'uomo turba inavvertitamente Christina commentando il suo lavoro. Mentre torna a casa, Christina si imbatte in Peter, che cerca di aggredirla fisicamente. All'improvviso, uno sconosciuto lo allontana da lei e lo picchia mentre Christina li guarda prima di svenire. La mattina seguente, Peter la chiama e le dice che sta terminando la sua storia, subito prima di saltare dal tetto del suo condominio, trovando così la morte.
Caleb è ora sposato e vive con la moglie Uwade e la giovane figlia Frankie. Frankie adora suo padre, ma mostra anche un interesse per le armi e la violenza, cosa che fa inorridire Uwade. La moglie discute con Caleb sul fatto di non aver affrontato il suo disturbo da stress post-traumatico e per essersi impegnato con i suoi compagni di guerra in varie teorie del complotto, che considera pericolose sia per lui che per la figlia. Mentre una notte Frankie esce per recuperare l'orsacchiotto di peluche viene raggiunta da uno sconosciuto ma sopraggiunge Maeve che lo trafigge alle spalle. Rendendosi conto che la guerra è ricominciata, Caleb chiede ai suoi amici di vegliare sulla sua famiglia mentre lui e Maeve partono per rintracciare uno dei contatti di William.
Christina sta lavorando alla storia di un nuovo personaggio quando nota una pianta in vaso frantumata sul suo balcone, indicando che qualcuno la stava spiando. Nelle strade sottostanti, un uomo con le sembianze di Teddy la guarda dall'ombra.
- Durata: 54 minuti
- Guest star: Ariana DeBose (Maya), Rodrigo Santoro (Hector Escaton)[n 1], Fredric Lehne (Colonnello Brigham), Arturo Del Puerto (Hugo Mora), Alex Fernandez (Sig. Mora), Nozipho Mclean (Uwade), Celeste Clark (Frankie Nichols da bambina), Manny Montana (Carver), Michael Malarkey (Emmett), Aaron Stanford (Peter Myers), Brandon Sklenar (Henry).
- Ascolti USA: telespettatori 325 000 – rating 18-49 anni 0,06%[4]

## L'età d'oro
- Titolo originale: Well Enough Alone
- Diretto da: Craig William Macneill
- Scritto da: Matthew Pitts e Christina Ham

### Trama
La copia di Dolores nel corpo di Charlotte sta sostituendo i funzionari del governo degli Stati Uniti con degli ospiti sosia, mentre l'ospite di William le fa da suo tutore mantenendo in vita William umano in stasi criogenica. Il vicepresidente degli Stati Uniti fa visita a William, mentre gioca a golf, per metterlo in guardia contro l'apertura di un nuovo parco di Delos sul suolo statunitense. William dopo aver ripetutamente centrato la buca ad ogni lancio, lo attacca e lo sostituisce con un residente.
Maeve e Caleb incontrano le copie dei residenti del senatore della California Ken Whitney e di sua moglie Anastasia e usano i registri della memoria del primo per apprendere del coinvolgimento di Charlotte (Dolores), seguendo la memoria del senatore si dirigono all'allevamento di cavalli dove trovano la vera Anastasia che si comporta in modo strano e li attacca così che Maeve si vede costretta ad ucciderla. Seguendo le criptiche indicazioni fornite loro da Anastasia prima di morire, Maeve e Caleb si ritrovano su un treno diretto nel nuovo parco di Delos, a tema anni venti.
Christina, mentre cammina per andare al lavoro, incontra un barbone che parla di un suono emesso da una torre che solo lui e gli uccelli sentono. Prima di entrare nella sede del lavoro, nota dei piccioni morti allora decide, dopo aver trovato uno dei suoi vecchi file narrativi corrispondente a quello che è successo a Peter Myers, di visitare un ospedale di salute mentale nel New Jersey a cui Peter avrebbe fatto una donazione. Arrivata nella struttura nota che è stata abbandonata da anni e, in una stanza, un muro pieno di disegni di una torre.
- Durata: 50 minuti
- Guest star: Ariana DeBose (Maya), Jack Coleman (Senatore Ken Whitney), Saffron Burrows (Anastasia Whitney), José Zúñiga (Vicepresidente degli Stati Uniti), Josh Randall (Jim Navarro), Liza Weil (Deborah), Lili Simmons (Sophia), Manny Montana (Carver), Michael Malarkey (Emmett), Aaron Stanford (Peter Myers).
- Ascolti USA: telespettatori 350 000 – rating 18-49 anni 0,05%[5]

## Anni ruggenti
- Titolo originale: Années Folles
- Diretto da: Hanelle M. Culpepper
- Scritto da: Kevin Lau e Suzanne Wrubel

### Trama
Caleb e Maeve scoprono che il nuovo parco segue le stesse dinamiche del vecchio Westworld e si fanno strada fra i residenti morti per arrivare fino alla zona di manutenzione. Lì Maeve intuisce che qualcosa non va, anche l'attacco di Dolores a Westworld viene riprodotto e insieme a Caleb trovano un altro piano della struttura dove sembra che alcuni ospiti prigionieri siano costretti ad agire ad un suono che sentono e si suicidano.
Bernard incontra Akecheta nel Sublime che lo informa delle infinite possibilità che portano alla distruzione, ma solo una strada porta alla salvezza. Bernard si sveglia poi, molti anni più avanti, nel mondo reale. Lui e Stubbs seguono il percorso di cui lui ha esplorato nel Sublime migliaia di alternative. Bernard lo conduce ad incontrare un gruppo di umani che fanno parte della resistenza e che stanno cercando un'arma, che egli afferma di sapere dove si nasconde.
Uwade e Frankie si preparano a lasciare la loro casa con l'aiuto dell'amico di Caleb, Carver. Frankie avverte qualcosa di sbagliato e trova il corpo senza vita di Carver. Lo dice alla madre, così cercano di nascondersi dal falso Carver e infine Uwade gli spara.
Caleb trova Frankie tra i prigionieri e Maeve scopre troppo tardi che è una trappola: Frankie si rivela essere una residente che libera un gruppo di mosche-drone che attaccano Caleb.
- Durata: 55 minuti
- Guest star: Zahn McClarnon (Akecheta), Aurora Perrineau (C), Daniel Wu (Jay), Nozipho Mclean (Uwade), Celeste Clark (Frankie Nichols da bambina), Manny Montana (Carver), Cherise Boothe (Maeve di Temperance), Nico Galán (Hector di Temperance), Hannah James (Clementine di Temperance), Liza Weil (Deborah), Josh Randall (Jim Navarro).
- Ascolti USA: telespettatori 312 000 – rating 18-49 anni 0,07%[6]

## Perdita di generazione
- Titolo originale: Generation Loss
- Diretto da: Paul Cameron
- Scritto da: Kevin Lau e Suzanne Wrubel

### Trama
Caleb si risveglia dopo un sogno-ricordo, in cui insieme a Maeve erano arrivati al termine della missione di distruggere l'ultima copia di Rehoboam, davanti a Charlotte che sta cercando di estrarre dalla mente di Caleb delle informazioni su come lui riesca a resistere ad essere controllato. Maeve, attaccata dal residente William, crea un diversivo per poter fuggire insieme a Caleb catturando Charlotte. Durante la fuga Maeve confessa a Caleb di essersi allontanato da lui dopo l'ultima missione per proteggerlo, ma quando lo ha recentemente cercato sulla rete, ha permesso a Charlotte di trovarli. Rifugiandosi in una vicina area di espansione del parco Caleb chiede aiuto con la radio, ma il residente William arriva e ferisce mortalmente Maeve. Lei innesca degli esplosivi che li neutralizzano entrambi e mettono fuori combattimento Caleb. Quando si riprende, Charlotte gli rivela che in realtà egli è un residente: non è altro che l'ennesima copia di Caleb che ha rivissuto gli ultimi momenti che hanno portato alla sua morte 23 anni prima. Ritrovandosi altrove, Caleb cerca di fuggire e scopre di essere in realtà a New York City e l'amara verità: Charlotte ha attuato il suo piano e ora controlla tutte le persone con le mosche parassita e un particolare suono.
Christina si reca intanto ad un appuntamento al buio organizzato da Maya incontrando un uomo identico a Teddy e i due hanno la sensazione di essersi già incontrati.
Bernard guida i ribelli nel deserto a cercare l'arma e tra di loro c'è anche Frankie, ormai adulta. La ragazza spera di trovare il corpo del padre che in quella zona era sparito, senza successo. Trovano però l'arma che stavano cercando: Maeve.
- Durata: 51 minuti
- Guest star: Ariana DeBose (Maya), Aurora Perrineau (Frankie Nichols), Daniel Wu (Jay), Rodrigo Santoro (Hector Escaton)[n 1], Morningstar Angeline (Odina), Nozipho Mclean (Uwade), Celeste Clark (Frankie Nichols da bambina), Hannah James (Clementine di Temperance).
- Ascolti USA: telespettatori 312 000 – rating 18-49 anni 0,04%[7]

## Zhuangzi
- Titolo originale: Zhuangzi
- Diretto da: Craig William Macneill
- Scritto da: Wes Humphrey e Lisa Joy

### Trama
Charlotte informa il William residente che recentemente 38 altri residenti che davano la caccia ai fuggitivi, umani che si sono liberati dal controllo, si sono suicidati dopo avere interagito con loro. Charlotte lo redarguisce per la sua scarsa performance, quindi gli ordina di uccidere un'altra fuggitiva, Lindsay, prima che sia reclutata dai ribelli. Stubbs si reca in città insieme ad un gruppo di ribelli che gli spiegano come le persone seguono dei loop di attività predefiniti per non mettere in dubbio la propria realtà. William residente intercetta il gruppo e scatena loro contro gli abitanti, raggiungendo per prima Lindsay: anche lui esita ad ucciderla, così Stubbs e i ribelli riescono a portarla in salvo. William residente interroga la sua controparte umana che insinua in lui altri dubbi. Nel frattempo Teddy, ad un successivo incontro con Christina, le rivela di come si siano già incontrati e di come abbia il potere di orchestrare la vita degli abitanti, creando le loro storie. In seguito Christina incontra Charlotte che si finge suo amica per controllarla, riuscendo ad evadere le sue domande. Tornata al lavoro manipola il suo capo ed entra nella stanza di controllo dove ha conferma di tutto quanto. Al successivo incontro con Teddy, gli chiede chi sia la responsabile della situazione, ma egli ribatte che è lei stessa.
- Durata: 59 minuti
- Guest star: Ariana DeBose (Maya), Daniel Wu (Jay), Morningstar Angeline (Odina), Michael Malarkey (Emmett), Emily Somers (Lindsay), Nicole Pacent (Hope), Evan Williams (Jack).
- Ascolti USA: telespettatori 384 000 – rating 18-49 anni 0,07%[8]

## Fedeltà
- Titolo originale: Fidelity
- Diretto da: Andrew Seklir
- Scritto da: Jordan Goldberg e Alli Rock

### Trama
Charlotte interroga l'ennesima copia di Caleb volendo capire come sia diventato il primo fuggitivo resistente al suo controllo. Cercando di costringerlo a parlare, si lascia sfuggire che Frankie è ancora viva. Caleb riesce a fuggire dalla cella seguendo le tracce e i corpi delle sue copie che l'hanno preceduto fino a raggiungere l'antenna sul tetto, da cui manda un messaggio di scuse a Frankie. Charlotte arriva sul posto rivelando di avere orchestrato la sua fuga, sperando che rivelasse qualcosa alla figlia, ma Caleb ribatte che i residenti si stanno suicidando semplicemente per sfuggire al suo controllo. Charlotte elimina tutte le copie di Caleb presenti e ne crea un'altra copia, ricominciando a interrogarlo. Nel frattempo Bernard e Frankie portano il corpo di Maeve nel parco creato da Charlotte, ormai abbandonato, per riattivarla. Bernard le rivela che uno dei suoi compagni è stato rimpiazzato da un residente, ma non sa indicarle quale perché nelle varie versioni cambia ogni volta. Parlando con loro, Frankie capisce che si tratta di Jay e i due iniziano a combattere. In quel momento il messaggio di Caleb la raggiunge attraverso la radio del suo automezzo. Il Jay residente riesce ad avere la meglio su Frankie, ma Maeve, riattivatasi, lo elimina.
- Durata: 58 minuti
- Guest star: Aurora Perrineau (Frankie Nichols), Daniel Wu (Jay), Nozipho Mclean (Uwade), Celeste Clark (Frankie Nichols da bambina), Morningstar Angeline (Odina), Emily Somers (Lindsay), Alec Wang (Jay da giovane).
- Ascolti USA: telespettatori 394 000 – rating 18-49 anni 0,06%[9]

## Metanoia
- Titolo originale: Metanoia
- Diretto da: Meera Menon
- Scritto da: Desa Larkin-Boutte e Denise Thé

### Trama
Bernard e Maeve si recano alla diga di Hoover e aprono una porta per il Sublime. Christina si reca con Teddy dove lavora e ordina a tutti di cancellare le storie che hanno creato ed evacuare l'edificio. Stubbs e Frankie, diretti lì, ne approfittano per intrufolarsi nell'edificio e trovano Caleb. Charlotte intanto afferma di volere fare trascendere tutti i residenti e abbandonare la città.  La versione cyborg di William si confronta con il William umano, che lo convince su quanto deve fare. Poi il Wiliam robotico uccide quello umano. Bernard e Maeve intanto si recano alla torre di controllo: Maeve rintraccia Charlotte e le due iniziano a combattere, ma il William robotico sopraggiunge ed elimina entrambe. Si reca quindi nella stanza di controllo, uccide anche Bernard, quindi ordina a tutti, sia agli androidi, sia agli umani di uccidersi a vicenda, in modo che "sopravvivano solo gli scarafaggi", come gli aveva suggerito il William umano. Christina cerca di fermare le persone, ma sembrano ignorarla: Teddy le rivela allora che in realtà lei non è presente nel mondo che vede.
- Durata: 52 minuti
- Guest star: Zahn McClarnon (Akecheta), Aurora Perrineau (Frankie Nichols), Morningstar Angeline (Odina).
- Ascolti USA: telespettatori 321 000 – rating 18-49 anni 0,07%[10]

## Que Será, Será
- Titolo originale: Que Será, Será
- Diretto da: Richard J. Lewis
- Scritto da: Alison Schapker e Jonathan Nolan

### Trama
Caleb, Frankie e Stubbs cercano di fuggire dalla città dove infuria una lotta all'ultimo sangue. Clementine li attacca volendo scoprire dove si nascondono i ribelli per rifugiarsi lontano dalla città. Stubbs viene ucciso, ma gli altri due riescono ad eliminarla e raggiungono la barca per lasciare la città. Caleb è costretto a dire addio alla figlia, poiché come negli altri esperimenti una mente umana in un corpo artificiale è destinata in breve a morire. Charlotte viene riattivata dai suoi droni e si fa costruire un corpo più forte. Nella stanza di controllo trova un messaggio di Bernard e scopre quanto fatto da William. Christina si rende conto di avere creato Maya e le altre persone che interagivano con lei per non essere sola: in realtà la sua perla è il cervello della stanza di controllo della torre. Charlotte recupera la sua perla dalla stanza e insegue William residente alla diga di Hoover. I due si scontrano e Charlotte ha la meglio, spiegando che vuole seguire il suggerimento datole da Bernard e collega la perla di Dolores/Christina al Sublime, quindi si autodistrugge. Dolores si risveglia nel Sublime rendendosi conto che umani e residenti non possono vivere nel mondo reale e decide di dare alla vita senziente una nuova opportunità per evitare l'estinzione, iniziando a ricreare l'originale parco Westworld nel Sublime.
- Durata: 59 minuti
- Guest star: Ariana DeBose (Maya), Aurora Perrineau (Frankie Nichols), Jonathan Tucker (Maggiore Craddock), Steven Ogg (Rebus), Morningstar Angeline (Odina), Michael Malarkey (Emmett), Aaron Stanford (Peter Myers), Brandon Sklenar (Henry).
- Ascolti USA: telespettatori 391 000 – rating 18-49 anni 0,07%[11]